# Teatro San Carlo

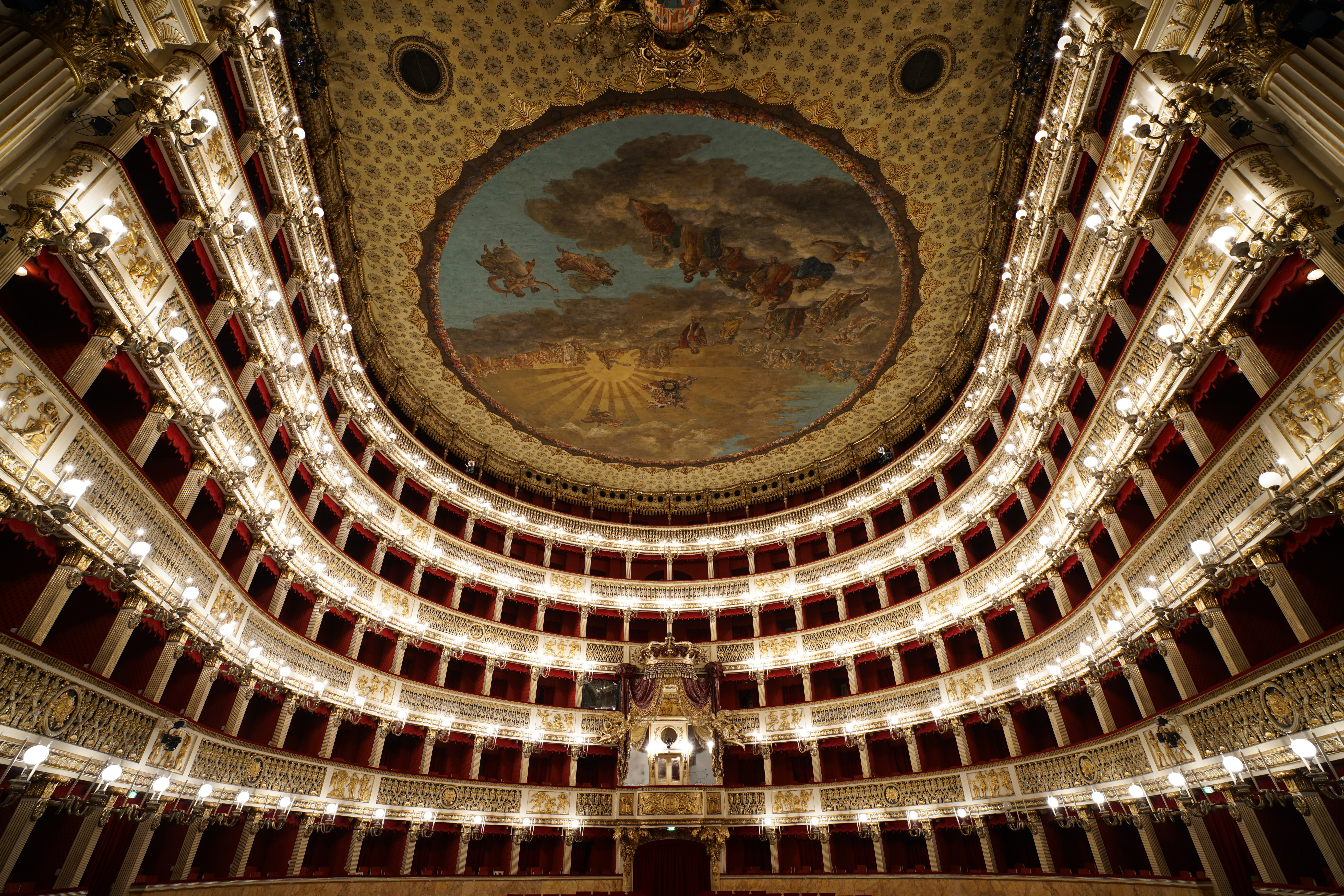
Interieur van Teatro San Carlo

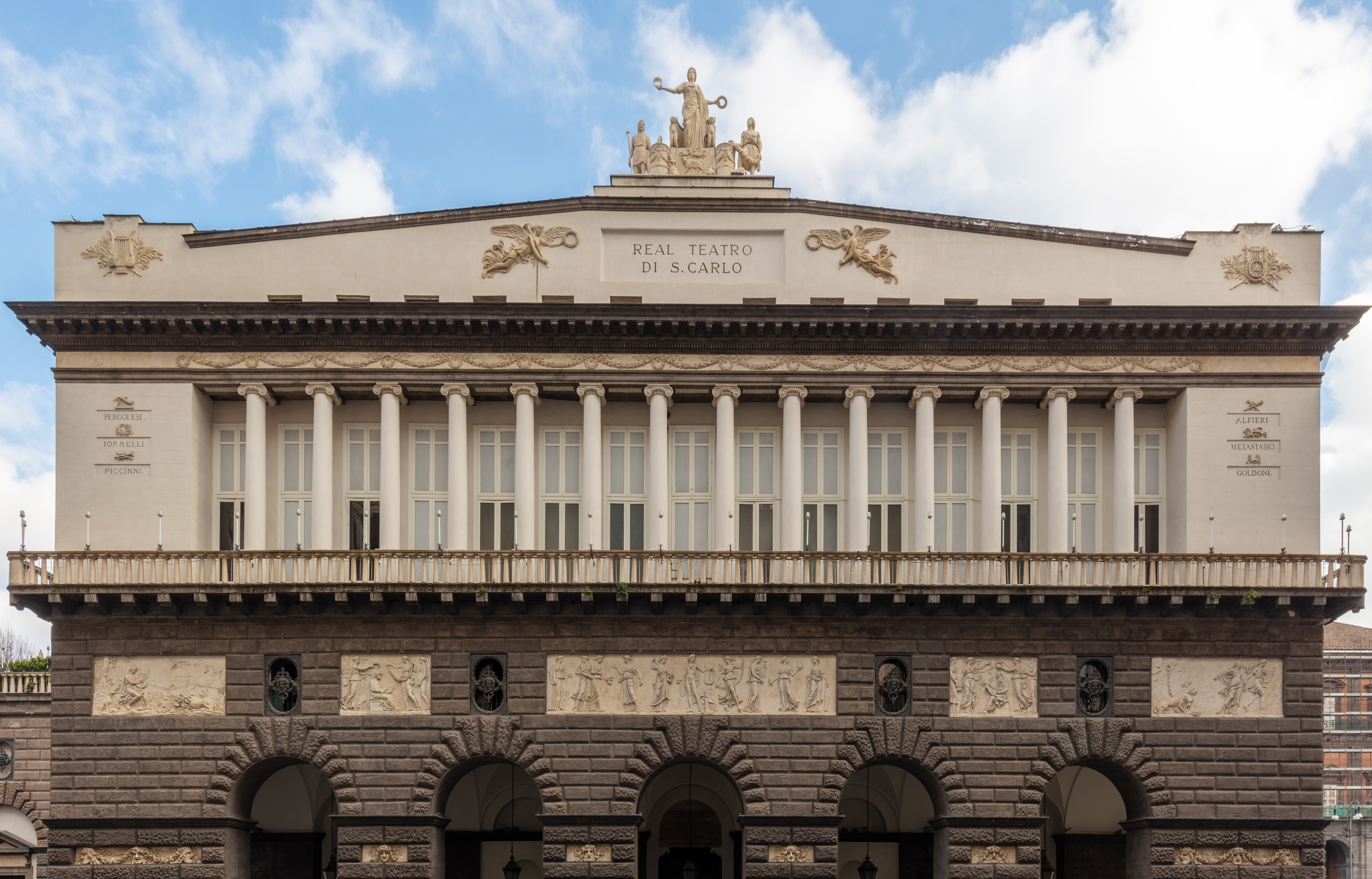
Teatro San Carlo

Het Real Teatro di San Carlo, beter bekend onder de naam Teatro San Carlo, is het belangrijkste theater van de stad Napels en een van de beroemdste ter wereld. Het is het oudste nog bestaande operatheater van Europa en een van de grootste van Italië. Het is door de UNESCO geplaatst op de Werelderfgoedlijst. Het kan drieduizend toeschouwers herbergen en telt zes etages met loges gerangschikt in een hoefijzervorm, voorts een grote koninklijke loge en een lange parterre van ongeveer vijfendertig meter.

## Geschiedenis
Het Teatro San Carlo van Napels is gebouwd op initiatief van koning Karel III van Spanje op een ontwerp van Giovanni Antonio Medrano en is ingewijd op 4 november 1737 met de opera Achille in Sciro van Domenico Sarro (op een libretto van Pietro Metastasio). Het theater stond naast zijn koninklijk paleis.
In 1767 bracht Ferdinando Fuga vernieuwingen aan ter gelegenheid van het huwelijk van koning Ferdinand I der Beide Siciliën met Maria Carolina. In 1778 bracht Boccascena wijzigingen aan.
In 1797 restaureerde Domenico Chelli de versieringen van de zaal.
In 1809 gaf Joachim Murat de Toscaanse architect Antonio Niccolini opdracht de façade te vernieuwen, hetgeen deze uitvoerde in neoklassieke stijl.
Na een brand die het gebouw verwoestte in de nacht van 13 februari 1816, is het herbouwd door dezelfde architect. De nieuwe zaal is ingewijd op 12 januari 1817 met de cantate Il sogno di Partenope van Johann Simon Mayr, die al eerder in het San Carlo was met andere werken als Medea in Corinto (28 november 1813). De aanwezigheid van Mayr, alsook die van Gioacchino Rossini, is te danken aan de Lombardijn Domenico Barbaja, de grootste impresario van Italië en wellicht van Europa.
Van 1815 tot 1822 was Gioacchino Rossini de muzikale directeur van het theater, dat in die periode een van de belangrijkste en vruchtbaarste tijdvakken had. De leiding was verzekerd door de opvolging door Gaetano Donizetti, leerling van Mayr.
In 1834 voerde Antonio Niccolini nieuwe restauraties uit. In 1844-1845 realiseerden Francesco Gavaudan en Pietro Gesuè, door het slopen van de Guardia Vecchia, het westelijke uitzicht, naar het koninklijk paleis.
Op 27 maart 1969 werd de beeldengroep van Partenope, door Niccolini op het fronton van de belangrijkste gevel gezet, wegens afbrokkeling door de inwerking van hemelwater verwijderd. Op 11 juni 2007 werd de Triade della Partenope weer boven op het gebouw geplaatst.

## Wereldpremières
- Medea in Corinto van Johann Simon Mayr (28 november 1813)
- Elisabetta, regina d'Inghilterra van Gioachino Rossini (4 oktober 1815)
- Armida van Gioachino Rossini (11 november 1817)
- Mosè in Egitto van Gioachino Rossini (5 maart 1818)
- Ricciardo e Zoraide van Gioachino Rossini (3 december 1818)
- Ermione van Gioachino Rossini (27 maart 1819)
- La donna del lago van Gioachino Rossini (24 oktober 1819)
- Maometto II van Gioachino Rossini (3 december 1820)
- Zelmira van Gioachino Rossini (16 februari 1822)
- Alfredo il Grande van Gaetano Donizetti (2 juli 1823)
- L'ultimo giorno di Pompei van Giovanni Pacini, (19 november 1825)
- Bianca e Gernando van Vincenzo Bellini (30 mei 1826)
- Elvida van Gaetano Donizetti (6 juli 1826)
- L'esule di Roma van Gaetano Donizetti (1 januari 1828)
- Il paria van Gaetano Donizetti (12 januari 1829)
- Elisabetta al castello di Kenilworth van Gaetano Donizetti (6 juli 1829)
- I pazzi per progetto van Gaetano Donizetti (6 februari 1830)
- Il diluvio universale van Gaetano Donizetti (6 maart 1830)
- Imelda de' Lambertazzi van Gaetano Donizetti (5 september 1830)
- Francesca di Foix van Gaetano Donizetti (30 mei 1831)
- Fausta van Gaetano Donizetti (12 januari 1832)
- Sancia di Castiglia van Gaetano Donizetti (4 november 1832)
- Lucia di Lammermoor van Gaetano Donizetti (26 september 1835)
- L'assedio di Calais van Gaetano Donizetti (19 november 1836)
- Roberto Devereux van Gaetano Donizetti (28 oktober 1837)
- Elena da Feltre van Saverio Mercadante (1 januari 1839)
- La vestale van Saverio Mercadante (10 maart 1840)
- Caterina Cornaro van Gaetano Donizetti (18 januari 1844)
- Alzira van Giuseppe Verdi (12 augustus 1845)
- Poliuto van Gaetano Donizetti (30 november 1848)
- Luisa Miller van Giuseppe Verdi (8 december 1849)
- Medea van Saverio Mercadante (1 maart 1851)
- Gabriella di Vergy van Gaetano Donizetti (29 november 1869)